# گرووتون (ویرجینیا)
گرووتون (به انگلیسی: Groveton) یک منطقهٔ مسکونی در ایالات متحده آمریکا است که در شهرستان فرفکس، ویرجینیا واقع شده‌است. گرووتون ۱۱٫۴ کیلومتر مربع مساحت و ۱۴٬۵۹۸ نفر جمعیت دارد و ۶۰ متر بالاتر از سطح دریا واقع شده‌است.